# Замок Лош

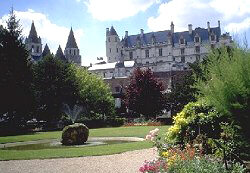
Замок Лош

Королівський Замок Лош (фр. Château de Loches) розташований в французькому департаменті Ендр і Луара в долині Луари, височіє над річкою Ендр, початок будівництва — IX століття. Найдавніший донжон, що зберігся у Франції, вирізняється своєю масивністю і чотирикутною формою, побудований Фульком Нерра.

## Опис
Сьогодні деякі підземні приміщення замку відкриті для відвідувань. Першою запам'ятовується камера тортур, обладнана Карлом VII у XV столітті, в якій все ще зберігаються кайдани, за допомогою яких кріпилися кісточки полонених при четвертуванні. Також можна досконально оглянути ще і копію відомої клітки Людовика XI, в якій єпископ Балю прожив довгих 11 років.
До донжону замку Лош можна потрапити тільки через вузьку вежу з амбразурами, що знаходиться на триметровій висоті. Вочевидь, раніше тут були спеціальні драбини, що уможливлювали піднятися у вежу. Біля входу починаються кам'яні гвинтові сходи, здолавши 150 східців яких, можна потрапити на дах донжона, з якого чудово видима уся територія фортеці. Історія замку Лош добре видима з тераси, з якою можна помилуватися прекрасним видом на фортецю і долину річки Ендри. Тільки звідси можна побачити, що двокілометрові стіни насправді охороняють справжнє невелике містечко — зі своїми вулицями, будинками, палацом і церквою. Крім того, якщо подивитися на замок, то легко можна відрізнити древню його частину від пізнішої. Давню і вищу частину замку зведено в епоху воєн, тому в стіну вбудовано чотири дозорні вежі, об'єднані спільним шляхом біля основи даху. У Новому ж корпусі легко вгадуються риси епохи Ренесансу.
Великомасштабні відновлювальні роботи було розпочато лише в 1806 році, а в 1861 році замок Лош було зараховано французьким Міністерством культури до числа значущих пам'яток історії Франції. Замок Лош занесено до державного переліку історичних пам'ятників в 1861 р.

## Фототека

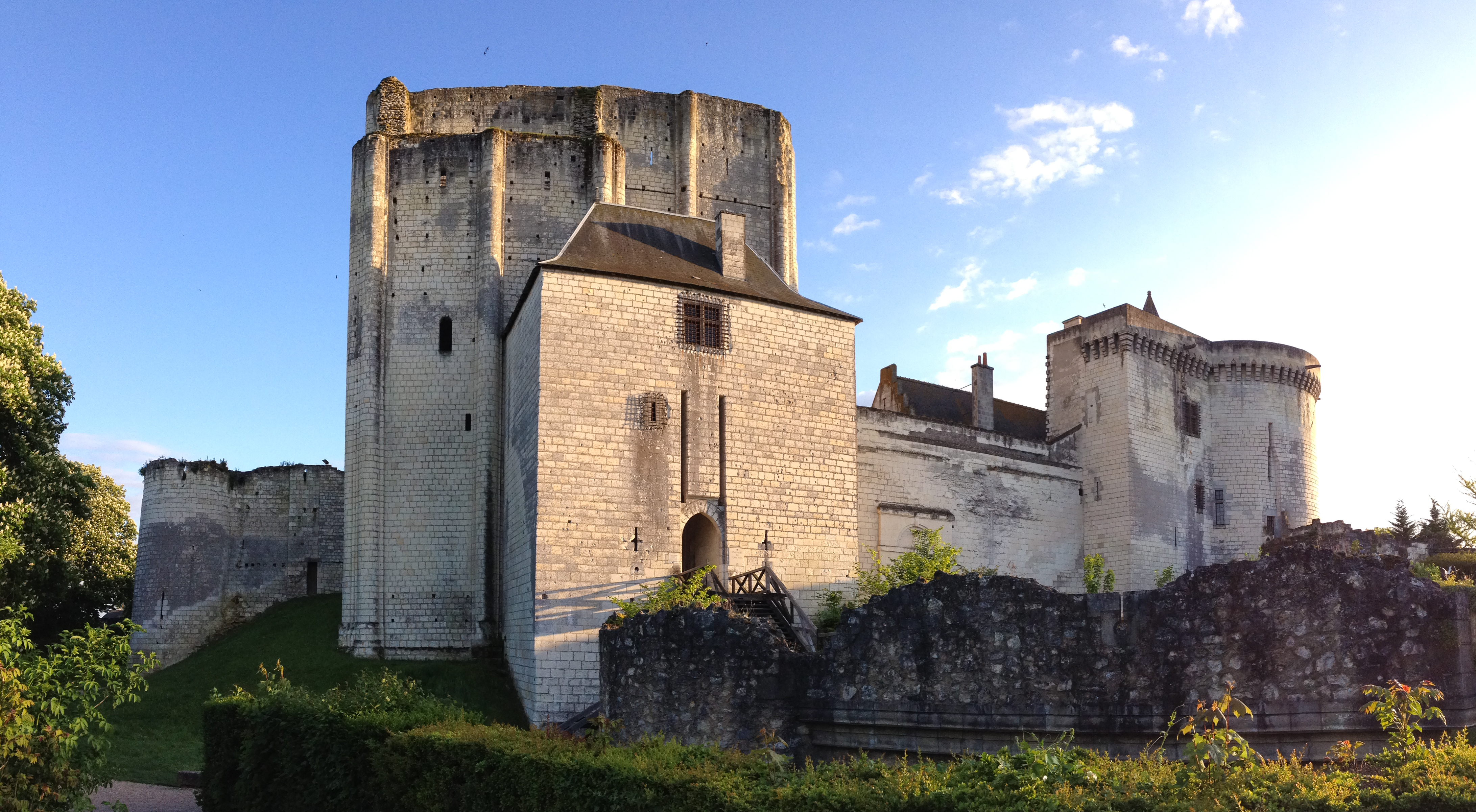
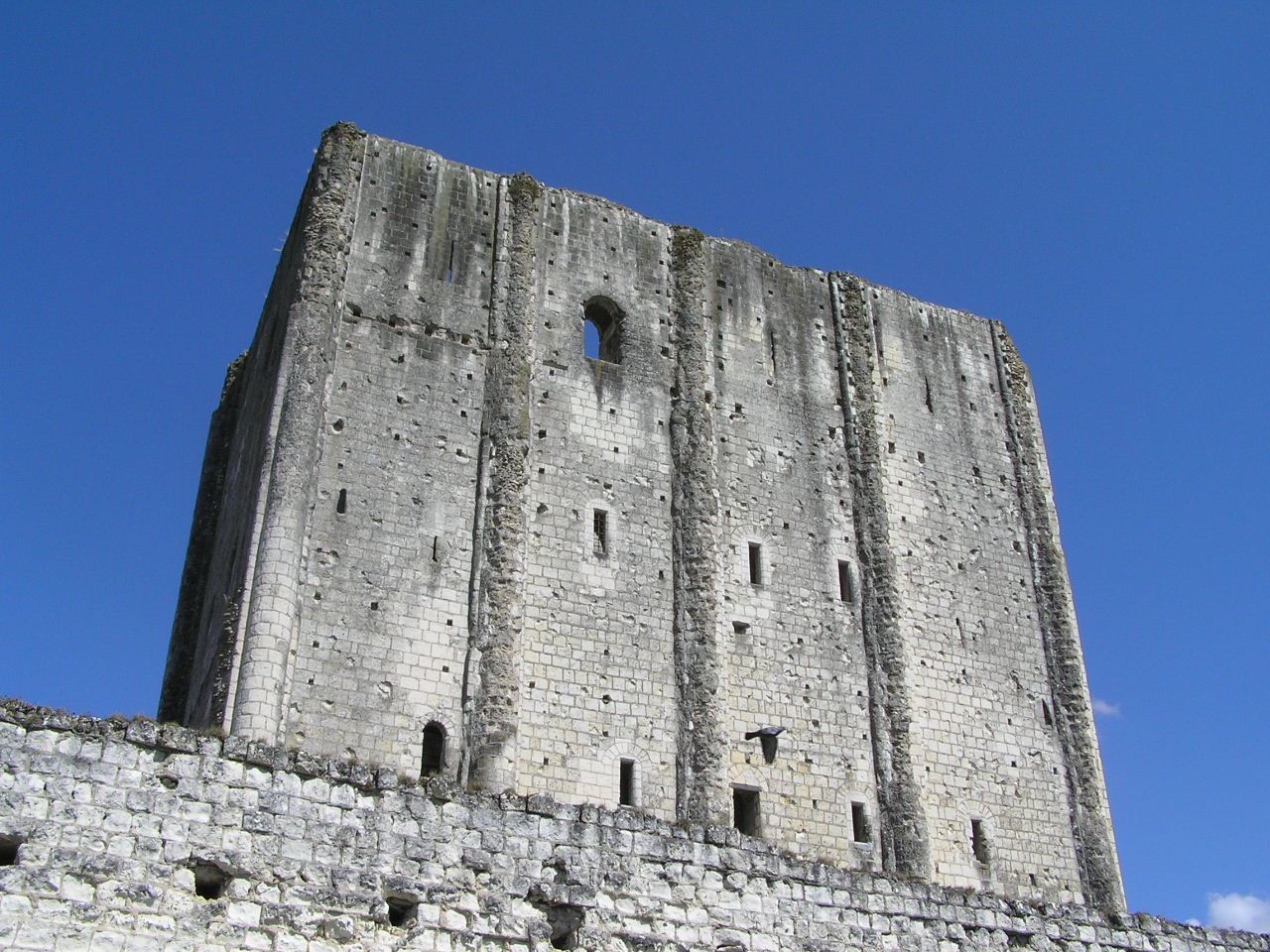
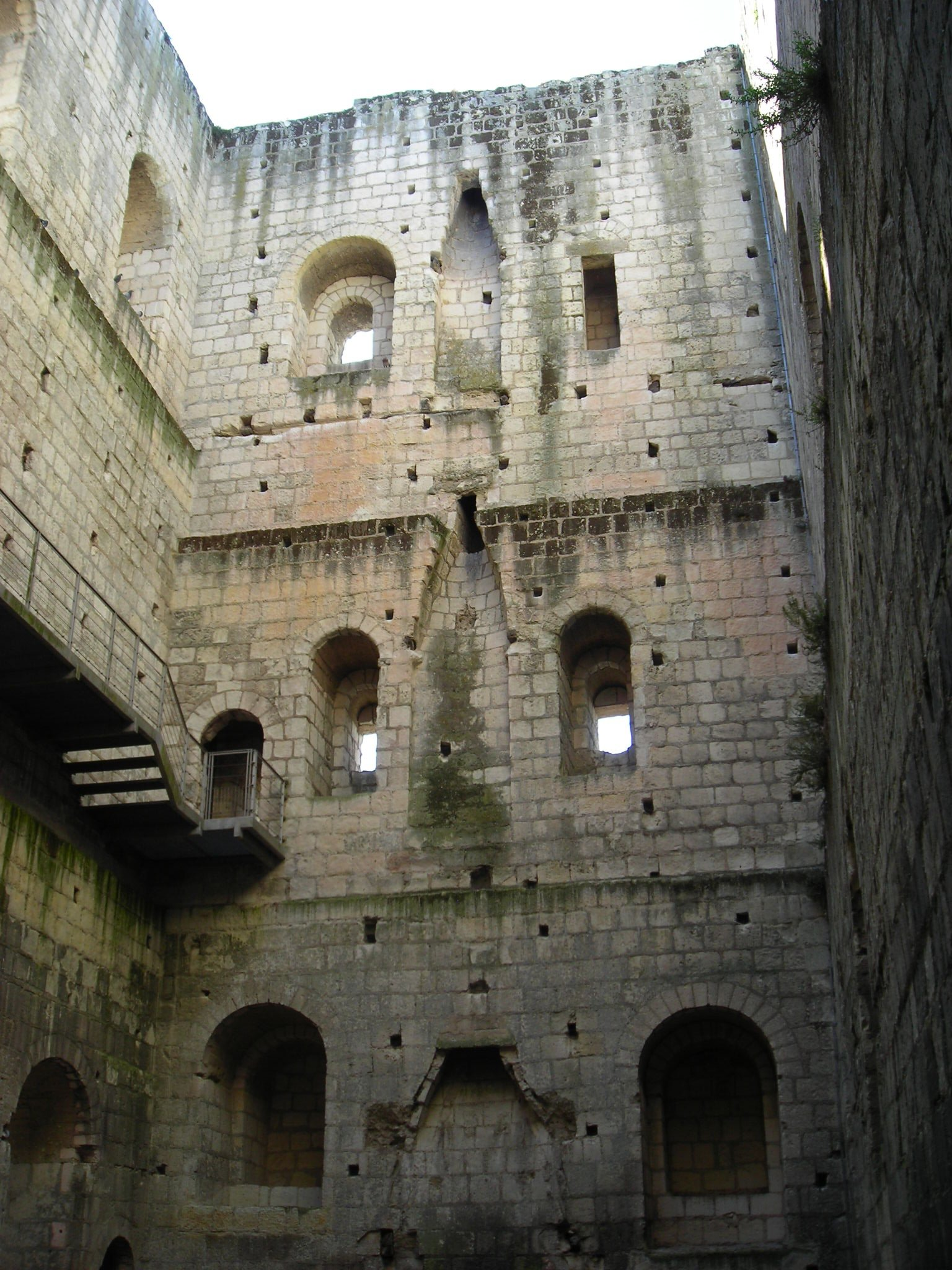
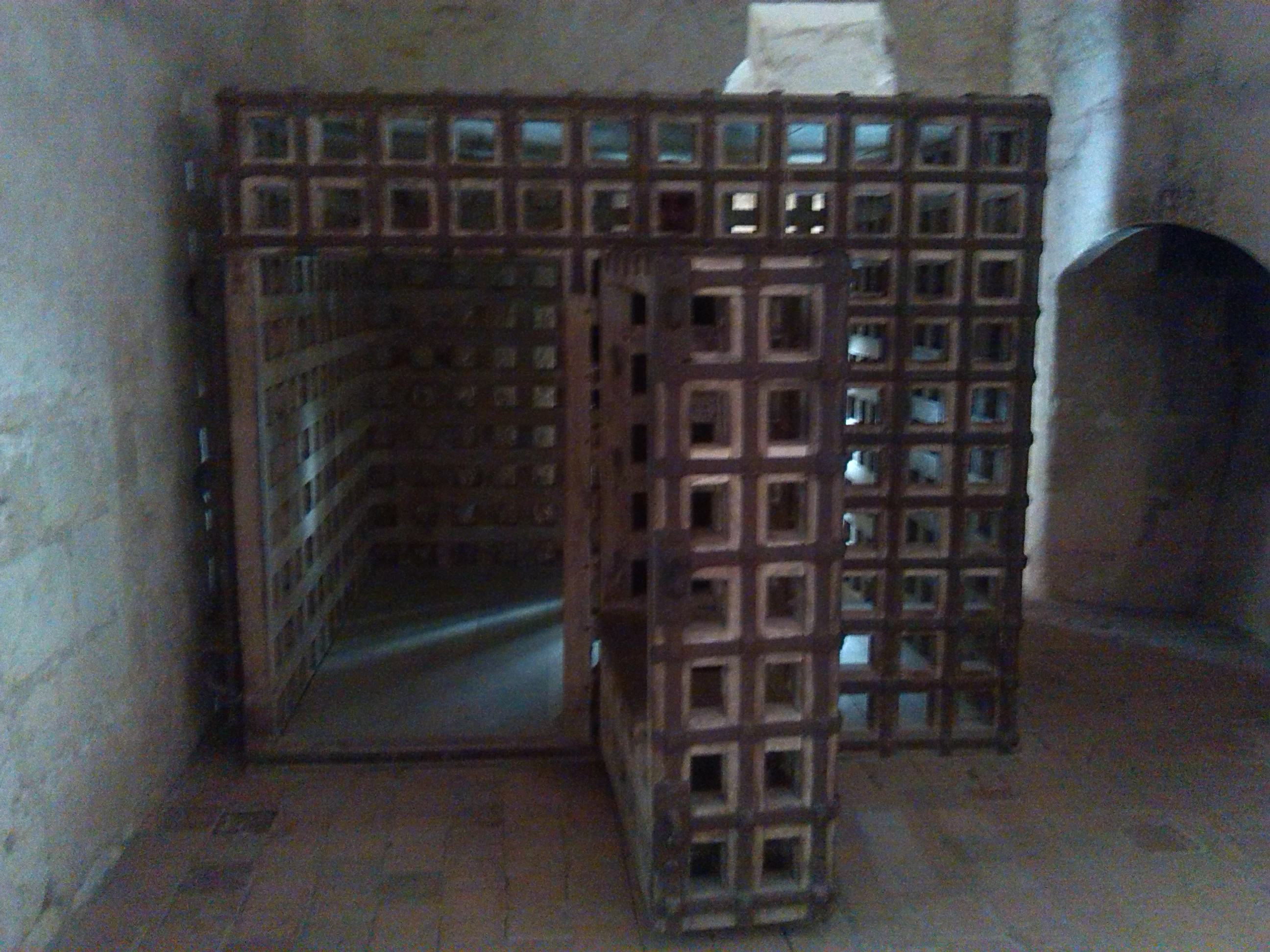
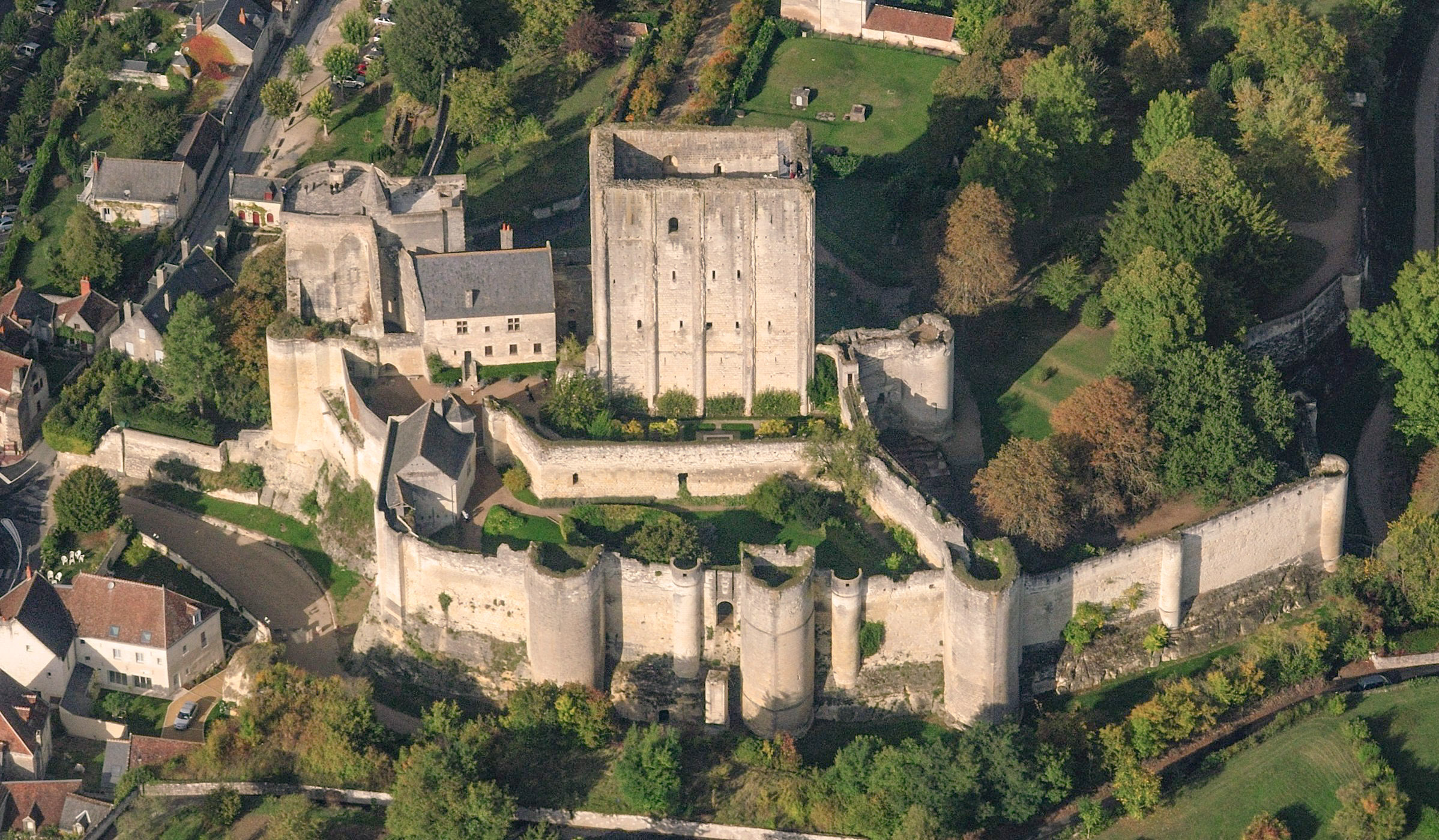

## Ресурси Інтернету
- Вікісховище має мультимедійні дані за темою: Замок Лош
- (рос.) Замок Лош [Архівовано 3 вересня 2016 у Wayback Machine.]
- (фр.) Дані Міністерства культури щодо Замку Лош [Архівовано 13 квітня 2016 у Wayback Machine.]
- (фр.) Фотографії на сайті міністерства культури [Архівовано 11 жовтня 2012 у Wayback Machine.]
- Site officiel [Архівовано 14 травня 2018 у Wayback Machine.]